# Martin Coenders

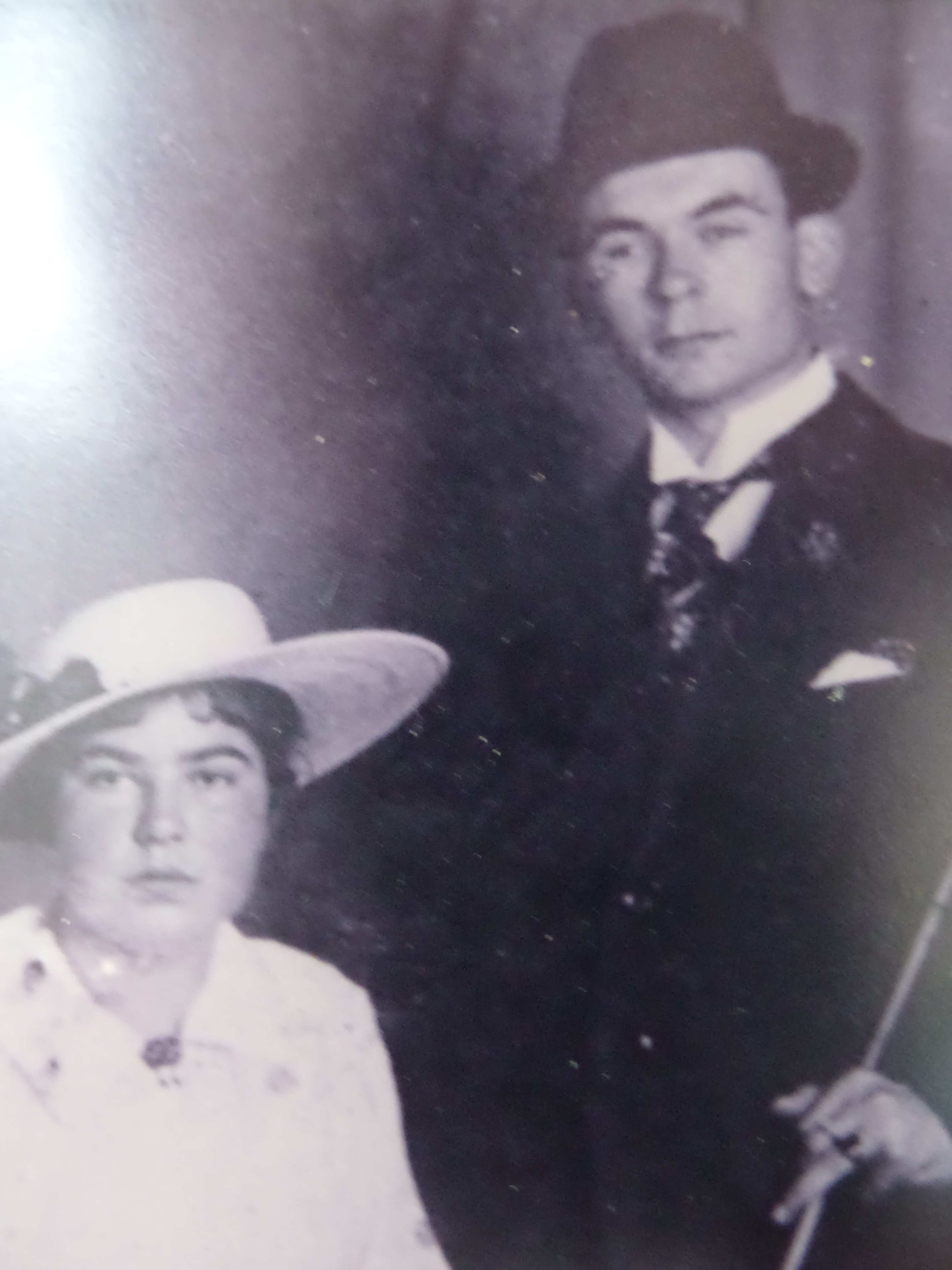
De trouw van Martin Coenders & Flora van Bolderik (19/11/1918)

Martin Willem Jozef Coenders  (Meerlo, 15 oktober 1893 - Sittard, 11 juni 1961) was een Nederlands politicus.
Hij was korte tijd volontair bij de gemeente Ubbergen voor hij midden 1919 burgemeester van Arcen en Velden werd. In 1923 volgde zijn benoeming tot burgemeester van Tegelen en in 1927 werd Coenders burgemeester van Sittard. Daar werd hij in 1941 vervangen door een NSB-burgemeester. Nadat die stad in 1944 bevrijd was keerde hij terug als burgemeester van Sittard. Hij zou de functie blijven vervullen tot zijn pensionering in 1958.

## Kinderen en huwelijk
Coenders trouwde op 19 november 1918 met Flora Alberta Hendrika Wilhelmina van Boldrik en kreeg 9 kinderen: 8 meisjes en 1 jongen (Hans Coenders die zelf ook burgemeester is geweest).